# 勒瓦尔达翁站
勒瓦尔达翁站，又称"瓦尔达翁站"，是法国的一个铁路车站，位于法国东部城市瓦尔达翁。

## 位置
勒瓦尔达翁站位于瓦尔达翁市区的中部偏北，贝桑松－勒洛克勒铁路437.963公里处，距离贝桑松大约33公里。车站大致呈东西走向，开口朝南。

## 设施
勒瓦尔达翁站设有人工售票窗口，其开放时间如下：
- 周一至周五：5:20~18:30
- 周六、周日及节假日：7:00~18:30

此外，勒瓦尔达翁站站内还设有自动售票机等设施。

## 停靠线路
以下列车线路在勒瓦尔达翁站停靠：
| 勒瓦尔达翁站列车线路表 |      |              |          |              |
| 线路                   | 车种 | 上一站       | 下一站   | 大致运行频率 |
| 贝桑松—勒瓦尔达翁      | TER  | 瓦尔达翁军营 | （终点） | 每天3趟左右  |
| 贝桑松—莫尔托/拉绍德封 | TER  | 瓦尔达翁军营 | 阿武德雷 | 每天6趟左右  |
| 1. 2.                  |      |              |          |              |

## 配套交通

### 长途客车
| 停靠勒瓦尔达翁站的大巴车 |              |                                                                                         |
| 上下车地点               | 运营单位     | 主要线路及目的地                                                                        |
| 勒瓦尔达翁站门口         | SNCF Car TER | - 贝桑松、莫尔托 - 当某条铁路线施工或罢工时，SNCF可能也会提供途径该线路沿途站点的大巴车 |
| 1. 2. 3.                 |              |                                                                                         |

### 市内交通
勒瓦尔达翁站附近暂无城市公共交通线路。

### 社会车辆
勒瓦尔达翁站门口设有社会车辆停车场。

## 临近车站
| 勒瓦尔达翁站（Gare du Valdahon） |                      |            |
| 上行车站                         | 线路                 | 下行车站   |
| 瓦尔达翁军营站                   | 贝桑松－勒洛克勒铁路 | 阿武德雷站 |
| - 本表仅显示运营中的线路及车站   |                      |            |